# 反压迫实务
反压迫实务(Anti-oppressive practice) 是一种跨学科的方法，主要源于社会工作的实践，旨在消除社会经济的压迫。它要求从业者批判性地审视组织结构中固有的权力失衡，以及与之相关的更大的社会文化和政治背景，以制定创建平等、无压迫、无种族主义和其他形式歧视的社会环境的策略，且需要通过在法律和政治层面进行参与。在一般的社区实践中，它是关于回应占主导地位的群体和个人的压迫。

## 压迫的定义和表现
压迫是指将人们分为占主导或优越的群体和从属或劣等的群体的关系。这种支配关系包括系统性地贬低被视为劣等者的属性和贡献，以及将他们排除在占主导地位的群体可以获得的社会资源之外。压迫的结果是排斥，它可以影响个人或系统。这通常是由一个评价过程引起的，其中个人最终根据他们所持有的个人价值观，在一个等级制度中衡量他们自己与另一个人的关系。这样做会导致一个人的身份或特征被认为优于另一个人，从而产生“我们-他们”的动态（他者化过程），导致分裂和压迫的风险。

## 反压迫实务的目标和方法
在社会工作中，反压迫模式旨在促进各种身份之间的平等、非压迫的社会关系。它通过挑战关于身份的既定“真理”，来验证多样性并增强基于差异的人之间的团结。它坚持社会正义的原则，并承认压迫中的多样性，考虑到构建人们为受害者或施暴者的各种“主义”的交叉和等级。反压迫模式分析并反对微观和宏观层面的压迫，并强调社会正义和社会变革，使其更具有赋权和解放的特征。

## 权力和“主义”的作用和挑战
权力和“主义”被认为是反压迫实务中的一个巨大的复杂问题。在大多数关系中，受益的是那些拥有最大权力的人。汤普森认为，反压迫实务中有三层障碍，分别是个人（P）、文化（C）和结构（S）。P指的是个人和偏见因素。C指的是文化、共性、共识和一致性。S指的是结构方面，如社会政治力量或其他社会维度。汤普森指出，P嵌入在C中，C嵌入在S中，它们在连续体中相互作用。反压迫实务试图找出构建权力的策略，以解决同时在个人、群体和制度层面运作的系统不平等，以反对压迫的产生和再生。